# Tver
Tver (tiếng Nga: Тверь) là một thành phố ở Nga, trung tâm hành chính của tỉnh Tver. Dân số: 405.500 (ước tính 2007); 408.903 (2002). Tver, nằm ở phía bắc Moskva, trước đây là thủ đô của một nhà nước trung cổ hùng mạnh trong Đế chế Nga với dân số 60.000 vào 14 tháng 1 năm 1913. Nó nằm ở hợp lưu của sông Volga và sông Tvertsa. Thành phố được biết đến với tên gọi Kalinin (Калинин) giai đoạn 1931-1990.

## Khí hậu
| Dữ liệu khí hậu của Tver                | Dữ liệu khí hậu của Tver | Dữ liệu khí hậu của Tver | Dữ liệu khí hậu của Tver | Dữ liệu khí hậu của Tver | Dữ liệu khí hậu của Tver | Dữ liệu khí hậu của Tver | Dữ liệu khí hậu của Tver | Dữ liệu khí hậu của Tver | Dữ liệu khí hậu của Tver | Dữ liệu khí hậu của Tver | Dữ liệu khí hậu của Tver | Dữ liệu khí hậu của Tver | Dữ liệu khí hậu của Tver |
| Tháng                                   | 1                        | 2                        | 3                        | 4                        | 5                        | 6                        | 7                        | 8                        | 9                        | 10                       | 11                       | 12                       | Năm                      |
| --------------------------------------- | ------------------------ | ------------------------ | ------------------------ | ------------------------ | ------------------------ | ------------------------ | ------------------------ | ------------------------ | ------------------------ | ------------------------ | ------------------------ | ------------------------ | ------------------------ |
| Cao kỉ lục °C (°F)                      | 9.0 (48.2)               | 8.4 (47.1)               | 17.5 (63.5)              | 26.8 (80.2)              | 33.7 (92.7)              | 35.4 (95.7)              | 37.3 (99.1)              | 38.8 (101.8)             | 32.6 (90.7)              | 24.5 (76.1)              | 15.3 (59.5)              | 9.5 (49.1)               | 38.8 (101.8)             |
| Trung bình ngày tối đa °C (°F)          | −4.4 (24.1)              | −3.4 (25.9)              | 2.5 (36.5)               | 11.2 (52.2)              | 18.5 (65.3)              | 22.1 (71.8)              | 24.5 (76.1)              | 22.3 (72.1)              | 16.0 (60.8)              | 8.4 (47.1)               | 1.1 (34.0)               | −2.8 (27.0)              | 9.7 (49.5)               |
| Trung bình ngày °C (°F)                 | −7 (19)                  | −6.7 (19.9)              | −1.6 (29.1)              | 6.0 (42.8)               | 12.6 (54.7)              | 16.6 (61.9)              | 19.0 (66.2)              | 16.8 (62.2)              | 11.2 (52.2)              | 5.1 (41.2)               | −1.1 (30.0)              | −5 (23)                  | 5.5 (41.9)               |
| Tối thiểu trung bình ngày °C (°F)       | −9.8 (14.4)              | −10.2 (13.6)             | −5.6 (21.9)              | 0.9 (33.6)               | 6.7 (44.1)               | 10.9 (51.6)              | 13.5 (56.3)              | 11.7 (53.1)              | 7.0 (44.6)               | 2.1 (35.8)               | −3.2 (26.2)              | −7.4 (18.7)              | 1.4 (34.5)               |
| Thấp kỉ lục °C (°F)                     | −39.7 (−39.5)            | −41.6 (−42.9)            | −36.4 (−33.5)            | −21.4 (−6.5)             | −7.4 (18.7)              | −2.3 (27.9)              | 2.2 (36.0)               | −2.2 (28.0)              | −7.1 (19.2)              | −17.4 (0.7)              | −29.2 (−20.6)            | −43.8 (−46.8)            | −43.8 (−46.8)            |
| Lượng Giáng thủy trung bình mm (inches) | 44 (1.7)                 | 38 (1.5)                 | 34 (1.3)                 | 34 (1.3)                 | 64 (2.5)                 | 77 (3.0)                 | 76 (3.0)                 | 75 (3.0)                 | 58 (2.3)                 | 67 (2.6)                 | 50 (2.0)                 | 44 (1.7)                 | 661 (26.0)               |
| Số ngày mưa trung bình                  | 4                        | 4                        | 6                        | 11                       | 15                       | 15                       | 13                       | 15                       | 16                       | 15                       | 11                       | 6                        | 131                      |
| Số ngày tuyết rơi trung bình            | 23                       | 21                       | 15                       | 5                        | 1                        | 0.03                     | 0                        | 0                        | 0.4                      | 5                        | 16                       | 21                       | 107                      |
| Độ ẩm tương đối trung bình (%)          | 86                       | 82                       | 76                       | 70                       | 68                       | 72                       | 73                       | 78                       | 82                       | 85                       | 88                       | 87                       | 79                       |
| Nguồn: Pogoda.ru.net                    |                          |                          |                          |                          |                          |                          |                          |                          |                          |                          |                          |                          |                          |

## Hình ảnh

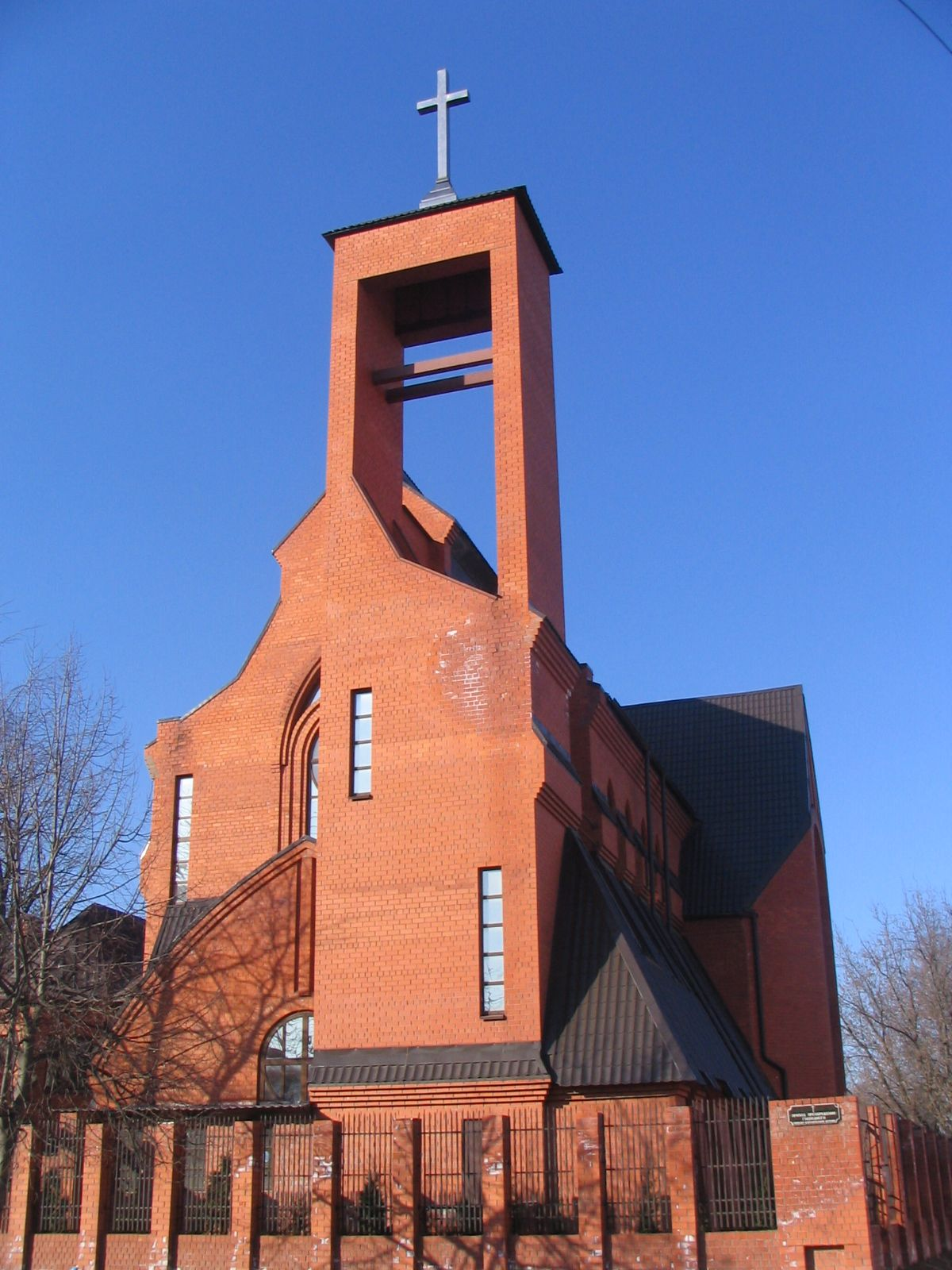
Tver Catholic Church
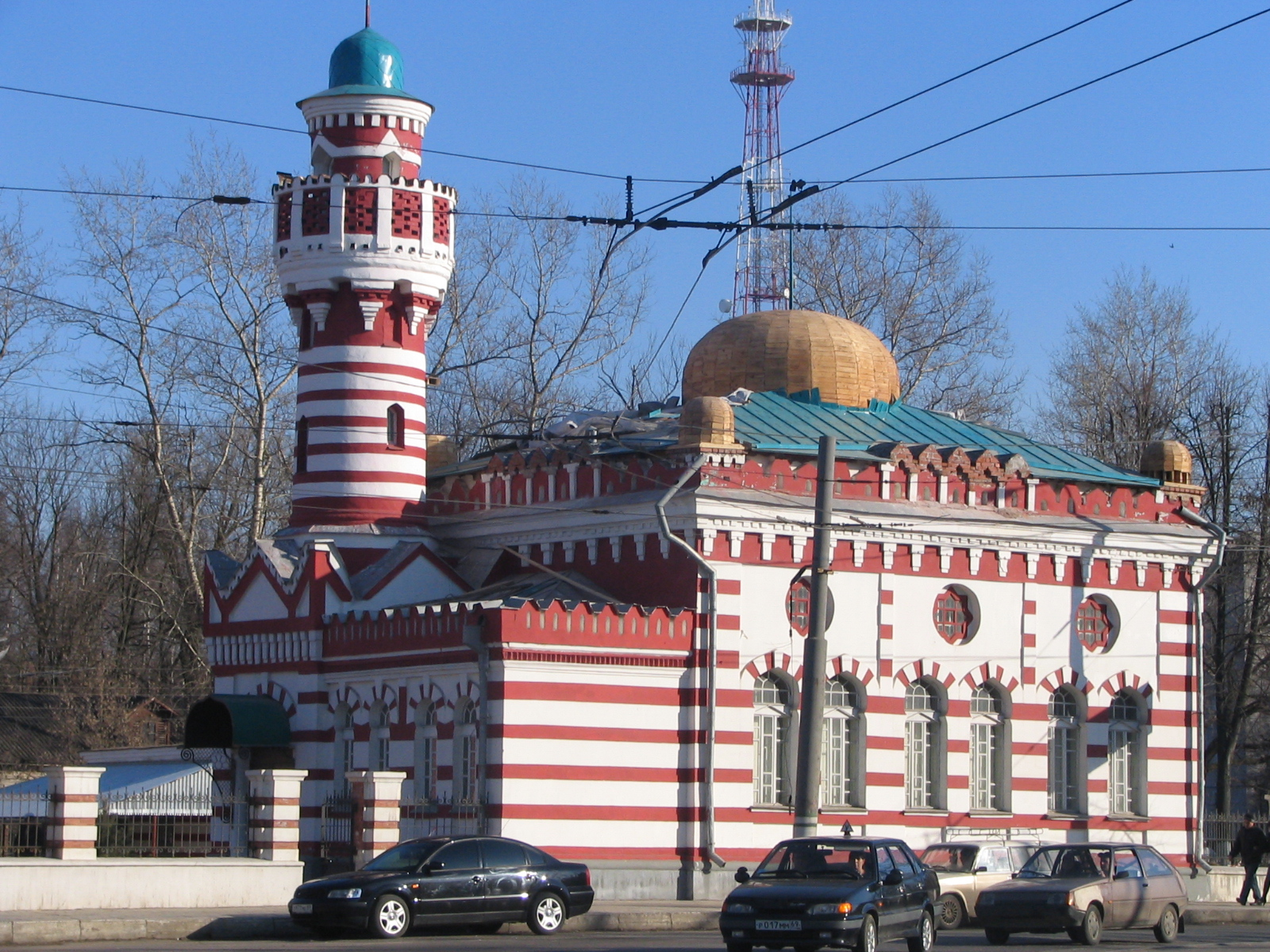
Tver Central Mosque
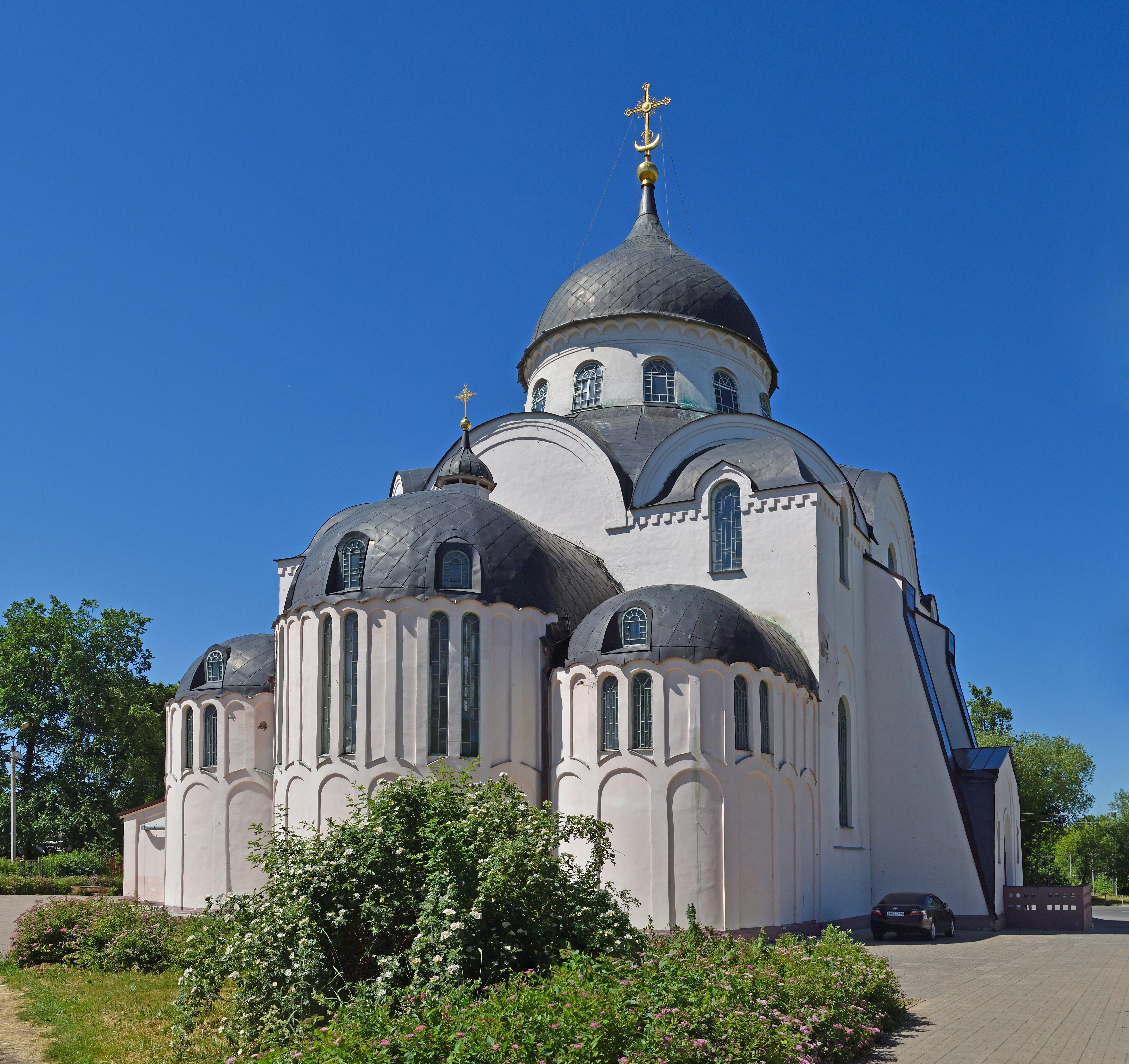
Voskresensky Cathedral
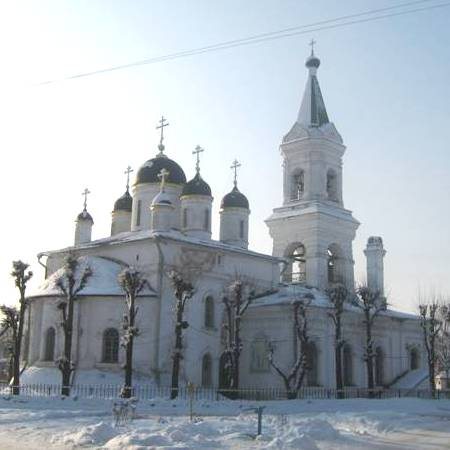
White Trinity Church